# I Wish (utwór)
I Wish – utwór Steviego Wondera. Wydany w 1976 r. singiel promował album Songs in the Key of Life.  22 stycznia 1977 dotarł na pierwsze miejsce amerykańskiej listy przebojów Billboard Hot 100.

## Powstanie
Stevie Wonder o powstaniu "I Wish":
Chcieliśmy napisać naprawdę szalone słowa do "I Wish", pełne kosmicznych rzeczy, duchowych rzeczy. Ale nie mogłem tego zrobić. Muzyka była zbyt rozrywkowa. Dzień, w którym ją napisałem, to była sobota, w którą latem '76 r. odbywał się piknik wytwórni Tamla Motown. Boże! Pamiętam ten dzień, bo strasznie bolał mnie ząb. To było śmieszne, bo mimo to dobrze się bawiłem. Wszedłem do studia nagraniowego i nagle pojawiły się te wibracje w mojej głowie. Przebiły się przez atmosferę pikniku, przez wszystkie te konkursy, w których uczestniczyliśmy. To było zabawne, bo mimo tego wszystkiego zaczęła mi po głowie chodzić ta piosenka, "I Wish". Wszcząłem z kumplem poważną rozmowę o sprawach duchowych, o tym, że precz z wojną i tak dalej. To było naprawdę śmieszne, bo my tu rozmawiamy, a w głowie mi się kręci ta piosenka. I nie chciało mi przyjść do głowy nic innego, jak tylko ten refren: "Pragnąłbym, aby tamte dni mogły wrócić raz jeszcze".